# Skellefteå Sankt Örjans distrikt
Skellefteå Sankt Örjans distrikt är ett distrikt i Skellefteå kommun och Västerbottens län. Distriktet ligger omkring Skelleftehamn och Ursviken i östra Västerbotten.

## Tidigare administrativ tillhörighet
Distriktet inrättades 2016 och utgörs av en del av det område som före 1971 utgjorde Skellefteå stad.
Området motsvarar den omfattning Skellefteå Sankt Örjans församling hade 1999/2000 och fick 1961 efter utbrytning ur Skellefteå Sankt Olovs församling.

## Tätorter och småorter
I Skellefteå Sankt Örjans distrikt finns två tätorter men inga småorter.

### Tätorter
- Skelleftehamn
- Ursviken